# Индастриал (тауншип, Миннесота)
Индастриал (англ. Industrial) — тауншип в округе Сент-Луис, Миннесота, США. На 2000 год его население составило 628 человек.

## География
По данным Бюро переписи населения США площадь тауншипа составляет 93,4 км², из которых 92,3 км² занимает суша, а 1,1 км² — вода (1,22 %).

## Демография
По данным переписи населения 2000 года здесь находились 628 человек, 238 домохозяйств и 178 семей.  Плотность населения —  6,8 чел./км².  На территории тауншипа расположено 274 постройки со средней плотностью 3,0 построек на один квадратный километр. Расовый состав населения: 93,95 % белых, 0,16 % афроамериканцев, 2,39 % коренных американцев, 0,64 % азиатов, 0,96 % — других рас США и 1,91 % приходится на две или более других рас. Испанцы или латиноамериканцы любой расы составляли 1,75 % от популяции тауншипа.
Из 238 домохозяйств в 35,3 % воспитывались дети до 18 лет, в 59,7 % проживали супружеские пары, в 8,8 % проживали незамужние женщины и в 25,2 % домохозяйств проживали несемейные люди. 19,3 % домохозяйств состояли из одного человека, при том 6,3 % из — одиноких пожилых людей старше 65 лет. Средний размер домохозяйства — 2,64, а семьи — 2,98 человека.
26,9 % населения — младше 18 лет, 7,2 % — в возрасте от 18 до 24 лет, 30,9 % — от 25 до 44, 25,6 % — от 45 до 64, и 9,4 % — старше 65 лет. Средний возраст — 38 лет. На каждые 100 женщин приходилось 113,6 мужчин.  На каждые 100 женщин старше 18 приходилось 111,5 мужчин.
Средний годовой доход домохозяйства составлял 43 750 долларов, а средний годовой доход семьи —  50 909 долларов. Средний доход мужчин —  40 000  долларов, в то время как у женщин — 27 500. Доход на душу населения составил 19 355 долларов. За чертой бедности находились 2,2 % семей и 5,8 % всего населения тауншипа, из которых 3,9 % младше 18 лет.